# NPシステム開発
株式会社NPシステム開発（エヌピーシステムかいはつ）は、愛媛県松山市に本社を置く日本の企業。

## 概要
運輸業向けの運行管理システムなどの開発・販売を手がける他、デジタルタコグラフやドライブレコーダーなどの開発・販売などを行っている。デジタルタコグラフのシェアは全国で約15％、業界3位となっている。

## 事業所
- 本社 - 愛媛県松山市中央1丁目9-13
- 北海道支店 - 北海道札幌市北区北6条西6丁目2-24 第2山崎ビル2階
- 東北支店 - 宮城県仙台市宮城野区榴岡4-5-24 第一パークビル4階
- 関東支店 - 埼玉県さいたま市大宮区桜木町1-11-9 ニッセイ大宮桜木町ビル　5階
- 名古屋支店 - 愛知県名古屋市千種区内山3-10-17 今池セントラルビル7階
- 関西支店 - 大阪府大阪市東淀川区東中島1-18-5 新大阪丸ビル本館10階
- 中国支店 - 広島県広島市南区比治山本町16-35 広島産業文化センター　10階
- 四国支店・業務センター・サポートセンター - 愛媛県松山市山越6丁目14-10
- 九州支店 - 福岡県福岡市博多区博多駅東3-11-14 アバンダント90　5階

## 沿革
- 1983年1月 - 「松山オフコンサービス株式会社」設立。
- 1990年9月 - NECオフィスサーバー「運送業システム」を開発。
- 1991年5月 - 「株式会社NPシステム開発」に社名変更。
- 1995年10月 - 車載機用「運行管理システム」を開発。
- 1999年
  - 4月 - 堀場製作所製デジタコ用運行管理システム「地球号」を開発。
  - 10月 - 堀場製作所製デジタコと地球号の販売開始。
- 2004年10月 - 九州支店を開設。
- 2005年10月 - 関東支店を開設。
- 2006年
  - 5月 - 関西支店を開設。
  - 11月 - 東北支店を開設。
  - 12月 - ホリバアイテック運輸向け車載機の総販売代理店として営業活動開始。
- 2007年12月 - 名古屋支店を開設。
- 2008年12月 - 中国支店を開設。
- 2009年3月 - 北海道支店を開設。
- 2011年7月 - 合弁会社WISE BEE INC.（韓国）を設立。
- 2012年1月 - ジャストアイ「NDR-200シリーズ」の販売開始。
- 2014年10月 - 海外現地法人PT.NP Safety Jakarta（インドネシア）を設立。